# Melehove, Bilohirsk
Melehove (în ucraineană Мелехове) este un sat în comuna Bahate din raionul Bilohirsk, Republica Autonomă Crimeea, Ucraina.

## Demografie
Componența lingvistică a localității Melehove
     Rusă (63,64%)
     Tătară crimeeană (34,85%)
     Ucraineană (1,52%)
Conform recensământului din 2001, majoritatea populației localității Melehove era vorbitoare de rusă (63,64%), existând în minoritate și vorbitori de tătară crimeeană (34,85%) și ucraineană (1,52%).